# Glauco Tomasin
Glauco Tomasin (Udine, 14 ottobre 1939) è un allenatore di calcio ed ex calciatore italiano, di ruolo difensore.

## Carriera
Terzino di bassa statura, arrivava a stento a 1,68, ma di grande efficacia in marcatura, cresce calcisticamente, al pari di Luigi Delneri, nell'A.S. Aquileia e passa giovanissimo, nel 1955, alla Sampdoria. Con i blucerchiati esordisce in Serie A il 22 marzo 1959 a Genova con un pareggio per 1 a 1 contro quella che sarà una sua squadra in futuro, la SPAL.
Resta a Genova fino al 1964 venendo valorizzato dal Monzeglio e, dopo aver giocato con i doriani 92 partite in Serie A e segnato 1 rete, passa nella capitale tra le file dei giallorossi della Roma assieme al compagno di squadra Giuseppe Tamborini in cambio di Fontana. A Roma resta due anni e gioca 42 gare segnando 1 rete. Con i giallorossi vince la Coppa Italia 1963-1964 (la finale venne disputata ad inizio della stagione successiva, quando Tomasin già faceva parte della squadra capitolina e disputò quella partita).
Nel 1966 la Roma si interessa al terzino spallino Gennaro Olivieri e propone a Paolo Mazza uno scambio. Mazza accetta perché crede nel piccolo terzino friulano e Tomasin giunge a Ferrara accolto da una folla di tifosi alla stazione locale assieme all'idolo mai dimenticato, Carlo Dell'Omodarme, che ritorna dopo 3 anni passati alla Juventus.
Tomasin resterà in biancoazzurro sino al 1969 disputando 2 campionati di Serie A ed uno di Serie B per un totale di 83 partite. Poi passerà in campionati minori dove inizierà, con minor successo, la carriera di allenatore guidando, fra le altre, il Manfredonia, il Lavello e il Formia.

## Palmarès

### Giocatore

#### Competizioni giovanili
- Torneo di Viareggio: 1

Sampdoria: 1958

#### Competizioni nazionali
- Coppa Italia: 1

Roma: 1963-1964